# Zoantharia
Zoantharia Gray, 1832 è un ordine di coralli della sottoclasse degli esacoralli

## Descrizione
L'ordine comprende antozoi per la maggior parte coloniali, con tentacoli disposti in due ordini, che, ad eccezione della famiglia Zoanthidae, presentano pareti incrostate di sabbia o altri detriti. Tali incrostazioni possono coinvolgere tanto l'ectoderma quanto la mesoglea e possono arrivare a costituire sino al 45% del peso dei polipi.

## Biologia
Alcune specie (p.es. Palythoa spp. e Zoanthus spp.) producono la palitossina, una delle biotossine marine più tossiche finora note: se ingerita è in grado di provocare nell'uomo una potente vasocostrizione, con conseguente ischemia miocardica, che può portare ad arresto cardiaco. Sono stati segnalati casi di reazioni più lievi per semplice contatto con zoantari contenuti in acquario.

## Distribuzione e habitat
Gli zoantari hanno distribuzione cosmopolita e sono presenti in gran parte degli ecosistemi marini, dal piano infralitorale sino al piano abissale. La maggiore biodiversità è concentrata nelle barriere coralline tropicali e subtropicali.

## Tassonomia
In passato il termine Zoantharia era utilizzato per indicare l'intera classe degli Esacoralli. Nella accezione attuale la denominazione è circoscritta al raggruppamento delle seguenti famiglie:
- Sottordine Brachycnemina
  - Neozoanthidae Herberts, 1972
  - Sphenopidae Hertwig, 1882
  - Zoanthidae Rafinesque, 1815

- Sottordine Macrocnemina
  - Epizoanthidae Delage & Hérouard, 1901
  - Hydrozoanthidae Sinniger, Reimer & Pawlowski, 2010
  - Microzoanthidae Fujii & Reimer, 2011
  - Nanozoanthidae Fujii & Reimer, 2013
  - Parazoanthidae Delage & Hérouard, 1901

- Incertae sedis
  - Abyssoanthidae Reimer & Fujiwara, 2007

I due sottordini si differenziano in base alla morfologia del quinto paio di mesenteri, incompleto in Brachycnemina e completo in Macrocnemina.

### Alcune specie

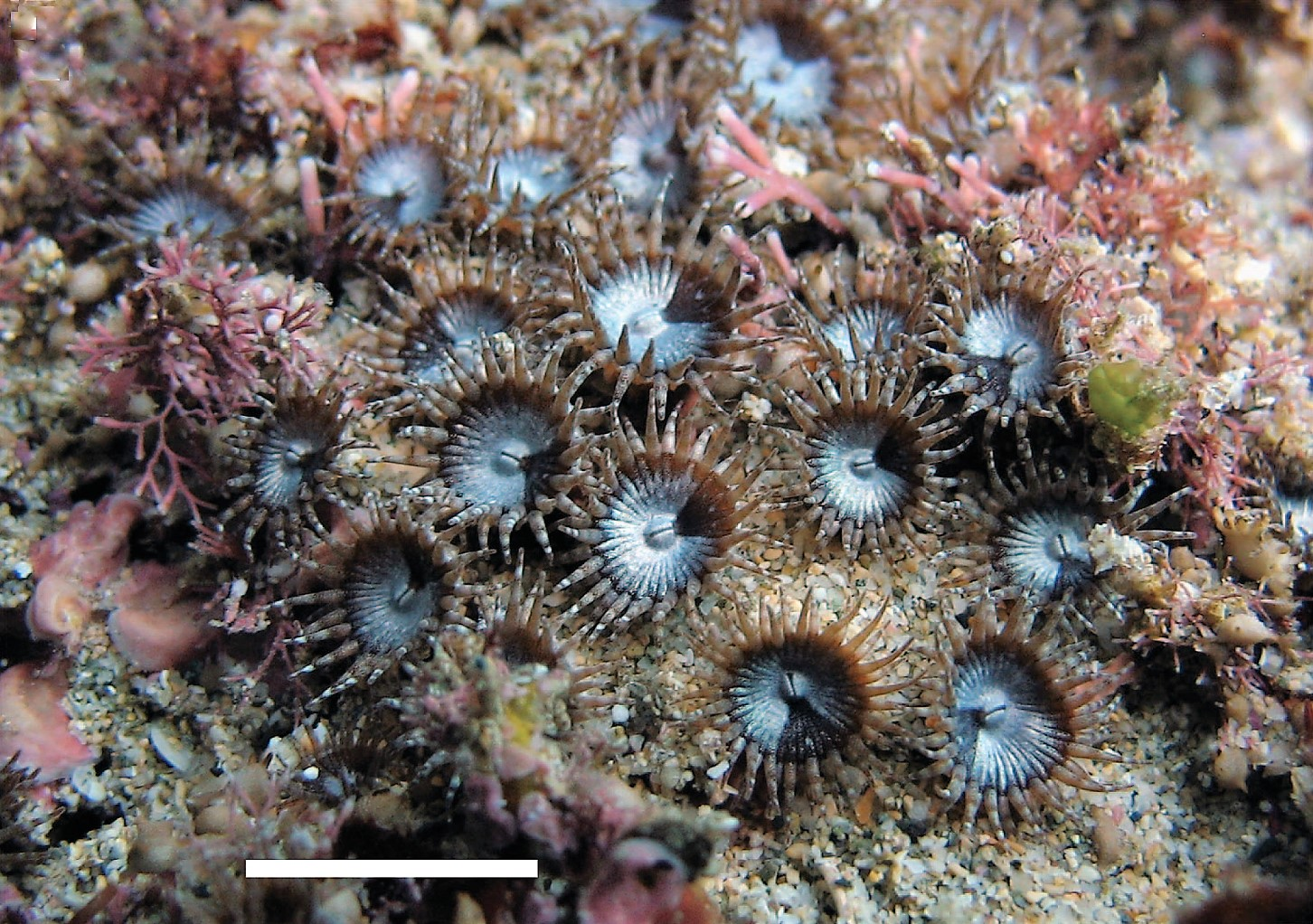
Neozoanthus uchina (Neozoanthidae)
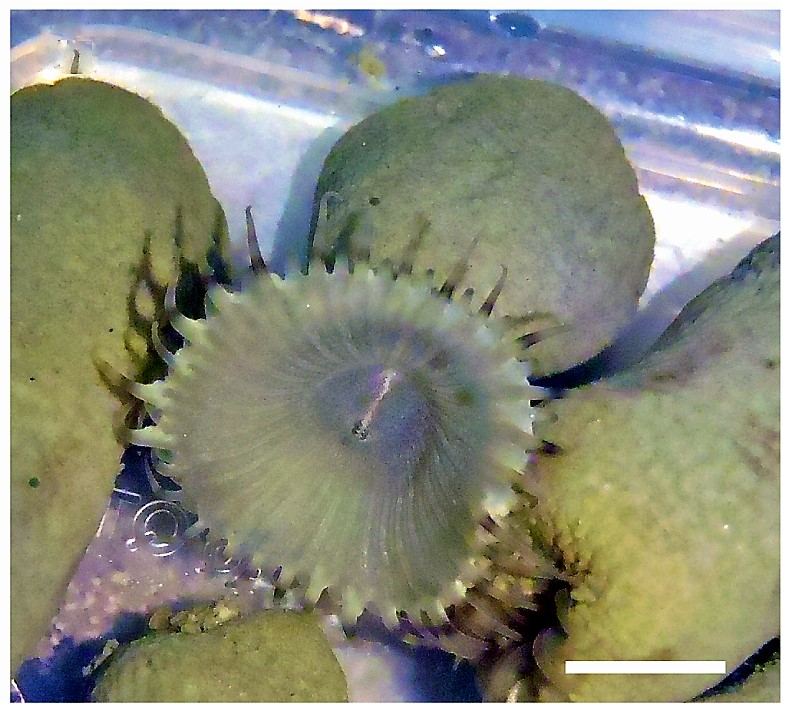
Sphenopus marsupialis (Sphenopidae)
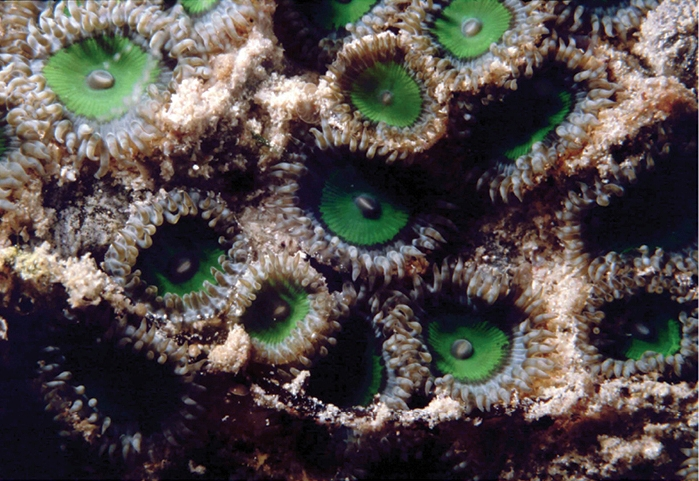
Zoanthus sansibaricus (Zoanthidae)
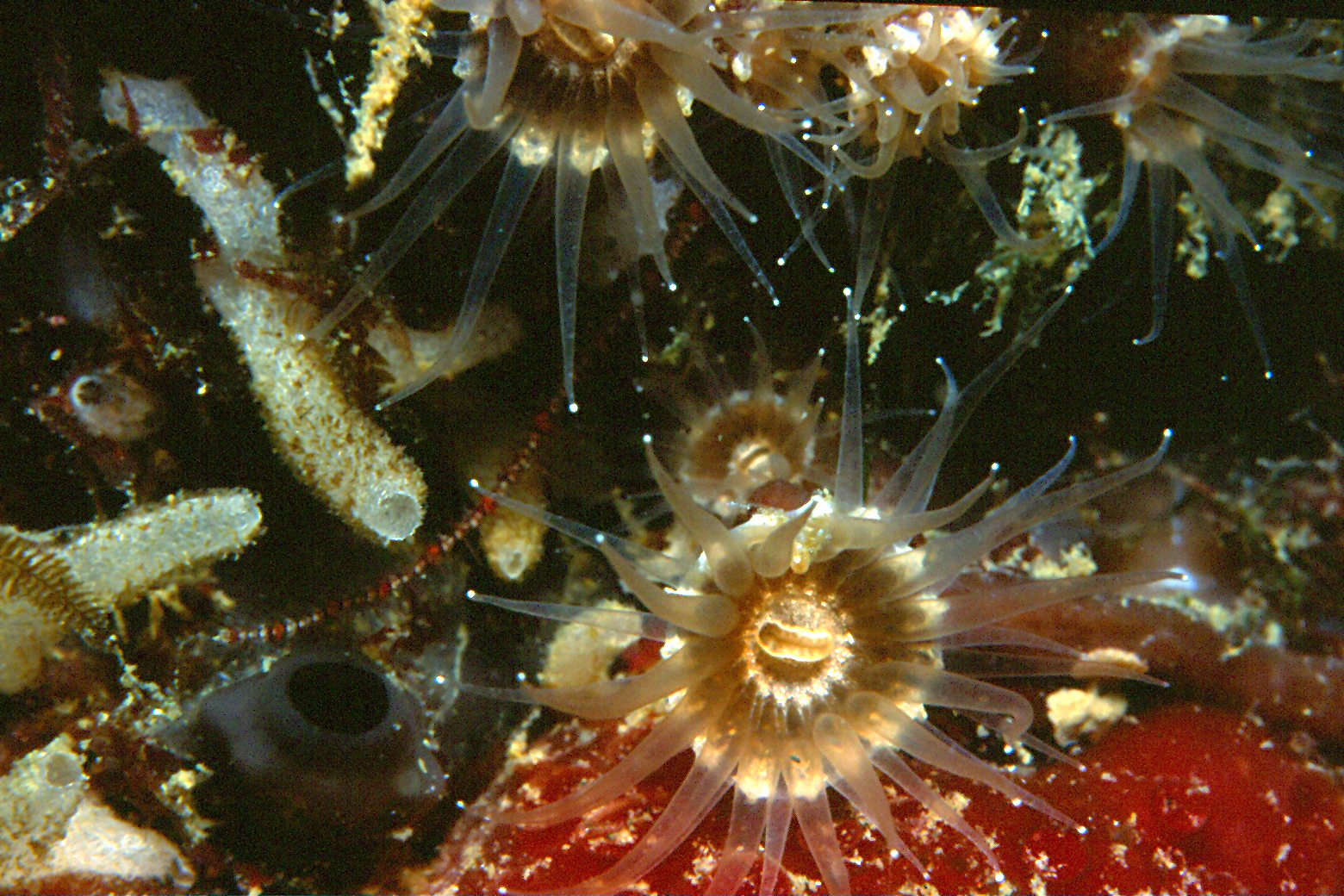
Epizoanthus arenaceus (Epizoanthidae)
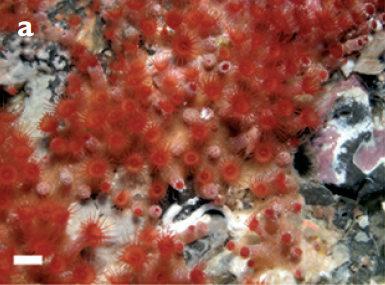
Terrazoanthus onoi (Hydrozoanthidae)
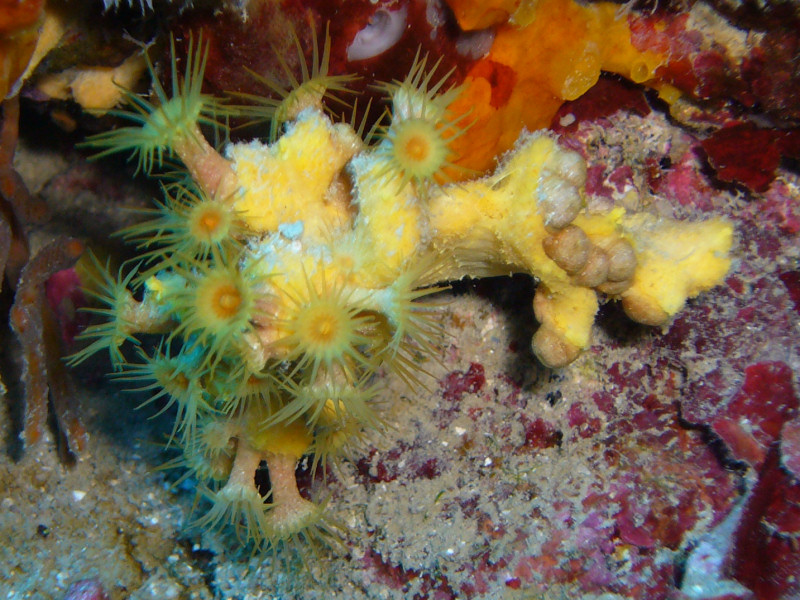
Parazoanthus axinellae (Parazoanthidae)